# Doescher-Nunatak
Der Doescher-Nunatak ist ein isolierter Nunatak im ostantarktischen Viktorialand. Er ragt 22 km nördlich des Mount Weihaupt in der Gruppe der Outback-Nunatakker auf.
Der United States Geological Survey kartierte ihn anhand eigener Vermessungen und Luftaufnahmen der United States Navy aus den Jahren von 1959 bis 1964. Das Advisory Committee on Antarctic Names benannte ihn 1970 nach Roger L. Doescher, Glaziologe auf der McMurdo-Station zwischen 1967 und 1968.